# 松田真知子
松田 真知子（まつだ まちこ、1949年2月5日 - ）は、高知県出身の日本の女優。希楽星所属。身長160 cm。体重68 kg。かつては劇団こまどり、劇団新国劇、劇団東芸、俳協、NACに所属していた。

## 出演

### テレビドラマ

#### NHK
- 「さわやか3組」
- 「なぞの転校生」第6話（1975年11月26日） - 主婦 役
- 「明治の群像 海に火輪を」第4話（1976年4月29日）
- 「勇者は語らず いま、日米自動車戦争は」第3話（1983年2月9日）
- 連続テレビ小説
  - 「おしん」第49話（1983年5月30日） - 客 役
  - 「ひまわり」第14話・第16話・第19話（1996年4月16日・4月18日・4月22日） - サチの仲間 役
  - 「あぐり」第8話（1997年4月15日）
  - 「梅ちゃん先生」第120話・第133話（2012年8月18日・9月3日） - 哲子 役
- 「花丸銀平」（1984年4月2日 - 4月27日）
- 「新・事件～断崖の眺め～」第3話（1984年12月1日）
- 「花へんろ 風の昭和日記」第2話・第3話（1985年4月20日・4月27日）
- 「お父さん入門」（1988年5月9日 - 6月3日）
- 「愛と友情のブギウギ」（2005年3月28日 - 5月5日）
- 「ハゲタカ」第2話（2007年2月24日） - 参列者 役
- 「新マチベン 〜オトナの出番〜」第1話・第2話（2007年6月30日・7月7日） - 裁判官 役[2]
- 「雪之丞変化」（2008年1月3日） - 中村座の観客 役
- 「隠密八百八町」第3話・第4話（2011年1月22日・1月29日） - おまつ 役

#### 日本テレビ
- 西武スペシャル「季節が変わる日」（1982年11月4日）
- 火曜サスペンス劇場
  - 「大都会の死角」（1983年5月10日）
  - 「監察医・室生亜季子」第25作（1999年5月4日） - 住人 役
  - 「箱根湯河原温泉交番」第2作（2004年7月27日） - 観光客 役
- 「冷たい月」第8話（1998年3月2日）
- 「奇跡の人」第4話（1998年11月2日）
- 「あいのうた」第4話（2005年11月2日） - 近所の人 役
- 「ギャルサー」第1話 - 第7話・第9話 - 最終話（2006年4月15日 - 6月3日・6月10日 - 6月24日） - 富田精肉店主 役
- 「喰いタン2」第9話（2007年6月9日） - 町民 役
- 「夢をかなえるゾウ」第1話（2008年10月2日） - おばさん 役

#### TBS
- 「噂の刑事トミーとマツ 第2シリーズ」第28話（1982年7月21日）
- 「乳姉妹」第21話（1985年9月10日）
- 「ポニーテールはふり向かない」第17話（1986年2月8日）
- 「天使のアッパーカット」第1話・第11話（1986年6月24日・9月30日）
- 「憎しみに微笑んで」第9話（1993年12月7日）
- 「セカンド・チャンス」第5話（1995年5月12日）
- 「ひよこたちの天使」（1996年4月15日 - 5月31日）
- 「WHO!?」（1997年9月1日 - 10月31日）
- 「さしすせそ!?」第1話（1997年11月3日）
- 「ホットマン パート1」第9話（2003年6月6日）
- 「いい女」（2006年10月30日 - 12月15日） - 万引きGメン 役
- 「だいすき!!」第9話・最終話（2008年3月13日・3月20日） - 野沢佐智子 役[3]
- 月曜ゴールデン
  - 「女教師探偵・西園寺リカの殺人ノート」（2008年5月19日） - 弔問客 役[4]
  - 「弁護士 一之瀬凛子」第1作（2008年6月30日） - 婦長 役
  - 「全盲の僕が弁護士になった理由〜実話に基づく感動サスペンス!〜」（2014年12月1日、TBS）
  - 「おふくろ先生の診療日記」第7作（2015年4月6日）
- 「ブラックボード 〜時代と戦った教師たち〜」第1話（2012年4月5日）

#### フジテレビ
- 「ショカツ」
- 「早春スケッチブック」第6話（1983年2月7日）
- 「世にも奇妙な物語」「1992年 冬の特別編 『サブリミナル』」（1992年12月30日）
- 「この愛に生きて」（1994年4月14日 - 6月30日）
- 「愛の天使」（1994年7月4日 - 9月30日）
- 「若者のすべて」第7話（1994年11月30日） - 青果店店員 役
- 「輝く季節の中で」第8話・最終話（1995年6月8日・6月29日）
- 金曜エンタテイメント「おだまりコンビシリーズ」第2作（2000年2月25日） - 看護婦 役
- 「はるちゃん4」（2000年4月3日 - 6月30日）
- 「新・愛の嵐」第1話 - 第11話・第13話 - 第21話・第23話・第24話・第26話 - 第32話・第34話 - 第39話（2002年7月1日 - 7月15日・7月17日 - 7月29日・7月31日・8月1日・8月5日 - 8月13日・8月15日 - 8月29日） - お滝 役
- 「クニミツの政」最終話（2003年9月9日）
- 金曜エンタテイメント「ぶどうの木 里親と子供たちの愛の物語」（2003年11月7日）
- 「離婚弁護士」シリーズ - 調停員 役
  - 「離婚弁護士」第1話（2004年4月15日）
  - 「離婚弁護士 新春スペシャル」（2005年1月6日）
- 「東京湾景〜Destiny of Love〜」（2004年7月5日 - 9月13日）
- 「人間の証明」（2004年7月8日 - 9月9日） - ホテル従業員 役
- 「HERO 特別編」（2006年7月3日） - おばちゃん 役
- 「東京タワー オカンとボクと、時々、オトン」第9話（2007年3月5日） - 病院仲間 役
- 金曜プレステージ
  - 「永遠へ」（2007年1月26日） - ベテラン看護師 役
  - 「奥様は警視総監」第4作（2009年4月3日） - 万引き犯 役
- 「麗わしき鬼」（2007年4月2日 - 6月29日） - 東野タケ 役
- 「SP 警視庁警備部警護課第四係」第8話（2007年12月22日） - 菅沼 役
- 「花衣夢衣」第58話（2008年6月18日） - 泰子の母親 役
- 「コード・ブルー -ドクターヘリ緊急救命- 1st season」第2話（2008年7月10日） - 野次馬の女性 役
- 「夏の恋は虹色に輝く」第6話（2010年8月23日） - さとちゃん 役
- 「潔子爛漫〜きよこらんまん〜」第1話・第23話（2013年9月2日・10月2日）
- 「元彼の遺言状」第9話・第10話（2022年6月6日・6月13日） - 農家 役

#### テレビ朝日
- 「幡随院長兵衛お待ちなせえ」第14話（1974年7月5日）
- 「乙女座は悪女の匂い」最終話（1984年3月29日）
- 「生命燃ゆ」（1992年7月16日）
- 「はぐれ刑事純情派」シリーズ
  - 「はぐれ刑事純情派 第9シリーズ」第10話（1996年6月12日）
  - 「はぐれ刑事純情派 第10シリーズ」第2話（1997年4月9日）
  - 「はぐれ刑事純情派 第12シリーズ」第8話（1999年5月19日）
  - 「はぐれ刑事純情派 第14シリーズ」第2話（2001年4月11日）
- 土曜ワイド劇場
  - 「車椅子の弁護士・水島威」
    - 第3作（1997年7月26日）
    - 第4作（1997年12月30日） - 麻田 役

  - 「法医学教室の事件ファイル」第13作（2001年2月3日） - アパート管理人 役
  - 「ショカツの女 新宿西署 刑事課強行犯係」第1作（2007年11月10日） - 相沢 役
  - 「終着駅の牛尾刑事VS事件記者・冴子」第8作（2008年12月20日）
- 「相棒10」第3話（2011年11月2日） - 喜美 役
- 「匿名探偵」第1話（2012年10月12日）
- 「私の嫌いな探偵」最終話（2014年3月7日）
- 「黒薔薇 刑事課強行犯係 神木恭子」第1作（2017年12月16日） - 家政婦 役

#### その他
- 「同期」（2011年2月20日、WOWOW）

#### 特撮
- 「有言実行三姉妹シュシュトリアン」第26話（1993年7月4日、フジテレビ） - 大河誠の母 役
- 「ウルトラマンマックス」第13話（2005年9月24日、TBS） - 床屋 役

### 映画
- 「狗神」（2001年1月27日） - 老女 役
- 「デンデラ」（2011年6月25日） ‐ 尾瀬ホトリ 役
- 「東京バタフライ」（2020年9月11日）

## 方言指導
- 「私は貝になりたい」（1994年10月31日、TBS）